# Constantia (police de caractères)
Pour les articles homonymes, voir Constantia.
Constantia est une police de caractères créée par John Hudson pour Microsoft en 2005.

## Utilisation
La police est fournie avec Windows Vista, ainsi qu’avec la gamme de logiciels Office 2007, ce qui la rend facilement accessible. Elle est de plus la police par défaut des paragraphes du thème Débit de la même gamme logicielle. Enfin, elle est utilisée par plusieurs journaux célèbres tels que L’Express.

## Particularités

Chiffres écrits avec Constantia.

Elle a la particularité d’être particulièrement épaisse et arrondie par rapport aux autres polices couramment utilisées telles que Times New Roman. Enfin, elle possède la spécificité de descendre certains chiffres sous le niveau des majuscules, ainsi que de leur donner des hauteurs différentes (chiffres elzéviriens).